# Murilo Fischer
Murilo Antonio Fischer (Brusque, 16 juni 1979) is een Braziliaans voormalig wielrenner. Hij was vooral goed in de sprint, soms voor zichzelf en soms als aantrekker voor een ploeggenoot.

## Carrière
Fischer werd beroepswielrenner in 2004 en begon zijn carrière toen bij Domina Vacanze. In 2005 en 2006 reed hij voor Naturino-Sapore di Mare. In 2005 werd hij de allereerste winnaar van de UCI Europe Tour, het Europese deel van de continentale circuits van de UCI. In dat jaar won hij onder andere de Ronde van Piëmont. Fischer blonk in 2007 uit met enkele ereplaatsen in de Vlaamse klassiekers. Ook in de Tour was hij prominent aanwezig met een vierde plaats in de rit naar Montpellier. In 2008 nam hij opnieuw deel aan de Tour en eindigde op de 76e plaats. In datzelfde jaar werd hij vierde bij de Vattenfall Cyclassics. Ook zijn 22e plaats in Parijs-Roubaix viel op.
Tussen 2010 en 2012 reed de Braziliaan voor team Garmin, waar hij een gooi mocht gaan doen naar goede klasseringen in de klassiekers. Sinds 2013 reed Fischer voor het Franse team FDJ.
In 2016 nam Fischer deel aan de wegwedstrijd op de Olympische Spelen in Rio de Janeiro, maar finishte buiten de tijdslimiet.

## Belangrijkste overwinningen
2003
- Wereldkampioenschap op de weg, Elite B

2005
- 1e etappe Uniqa Classic
- 2e etappe Uniqa Classic
- GP Industria & Commercio di Prato
- GP Beghelli
- Memorial Cimurri
- Eindklassement UCI Europe Tour
- 3e etappe Ronde van het Qinghaimeer
- Ronde van Piëmont
- Trofeo Città di Castelfidardo

2007
- 5e etappe Ronde van Polen

2009
- Ronde van Romagna

2010
- Braziliaans kampioenschap op de weg, Elite

2011
- Trofee Magaluf-Palmanova Challenge Mallorca
- Braziliaans kampioenschap op de weg, Elite

2012
- 2e etappe Ronde van Qatar (ploegentijdrit)

## Resultaten in voornaamste wedstrijden
| Jaar | Ronde van Italië | Ronde van Frankrijk | Ronde van Spanje |
| ---- | ---------------- | ------------------- | ---------------- |
| 2004 |                  |                     |                  |
| 2005 |                  |                     |                  |
| 2006 |                  |                     |                  |
| 2007 |                  | 101e                |                  |
| 2008 |                  | 76e                 |                  |
| 2009 |                  |                     |                  |
| 2010 | 112e             |                     |                  |
| 2011 | opgave           |                     | opgave           |
| 2012 |                  |                     |                  |
| 2013 | 147e             | 133e                |                  |
| 2014 | 135e             |                     | opgave           |
| 2015 | 130e             |                     | 156e             |
| 2016 | 150e             |                     | opgave           |

| Jaar | Milaan-San Remo | Gent-Wevelgem | Ronde van Vlaanderen | Parijs-Roubaix | Amstel Gold Race | Ronde van Lombardije | Parijs-Tours | Dwars door Vlaanderen | Cyclassics Hamburg |  | WK op de weg |  | Wereldranglijsten |
| ---- | --------------- | ------------- | -------------------- | -------------- | ---------------- | -------------------- | ------------ | --------------------- | ------------------ |  | ------------ |  | ----------------- |
| 2004 |                 |               |                      | 40e            |                  |                      |              |                       | 62e                |  | opgave       |  |                   |
| 2005 |                 |               |                      |                |                  |                      |              |                       |                    |  | 5e           |  |                   |
| 2006 | 27e             |               |                      |                |                  |                      |              |                       |                    |  | opgave       |  |                   |
| 2007 |                 |               | opgave               |                |                  |                      | 24e          | 10e                   |                    |  | 21e          |  | 151e (UPT)        |
| 2008 | 96e             | 76e           | 90e                  | 22e            |                  |                      |              | 11e                   | 4e                 |  |              |  | 54e (UPT)         |
| 2009 | 40e             | 17e           | 37e                  | opgave         |                  |                      |              |                       | 63e                |  | 55e          |  | 230e (UWK)        |
| 2010 | opgave          |               |                      |                |                  |                      |              |                       | 59e                |  | opgave       |  |                   |
| 2011 |                 |               |                      |                | 28e              |                      |              |                       |                    |  |              |  |                   |
| 2012 | 114e            |               |                      |                |                  |                      |              |                       | 119e               |  |              |  | 240e (UWT)        |
| 2013 | 97e             | opgave        | 98e                  | opgave         | opgave           | opgave               |              |                       | 114e               |  | opgave       |  |                   |
| 2014 |                 | 146e          | opgave               | 111e           | opgave           | opgave               |              |                       |                    |  | opgave       |  |                   |
| 2015 |                 |               |                      | opgave         |                  |                      |              |                       |                    |  |              |  |                   |
| 2016 |                 | 57e           | 96e                  | opgave         | opgave           |                      |              |                       |                    |  |              |  |                   |

## Ploegen
- 2004 –  Domina Vacanze
- 2005 –  Naturino-Sapore di Mare
- 2006 –  Naturino-Sapore di Mare
- 2007 –  Liquigas
- 2008 –  Liquigas
- 2009 –  Liquigas
- 2010 –  Garmin-Transitions
- 2011 –  Team Garmin-Cervélo
- 2012 –  Team Garmin-Barracuda
- 2013 –  FDJ
- 2014 –  FDJ.fr
- 2015 –  FDJ
- 2016 –  FDJ

Aug ·
Bajenov · 
Cardellini · 
Cipollini ·
Clinger ·
Colombo · 
Derganc ·
Fagnini ·
Failli ·
Fischer ·
Galletti ·
Gentili ·
Giunti ·  
Iannetti ·
Jones · 
Kolobnev · 
Lombardi ·
Marinangeli ·
Mori ·  
Naudužs ·
Scarponi ·
Scirea ·
Secchiari ·
Simeoni ·
Valoti ·
Agnoli (stagiair) ·
De Fino (stagiair)
Albasini ·
Bäckstedt · 
Beltrán · 
Bertagnolli ·
Bodnar ·
Calcagni ·
Capecchi ·
Carlström · 
Cataldo ·
Chicchi ·
Da Dalto ·
Di Luca ·
Failli ·
Fischer ·
Gasparotto ·
Kreuziger ·  
Koetsjynski · 
Miholjević (tot 15/08) ·
Mugerli ·
Nibali ·  
Noè ·
Paolini ·
Pellizotti ·
Petito ·
Pozzato ·
Quinziato ·
Spezialetti ·
Trenti ·
Vanotti ·
Wegelius ·
Willems
Agnoli ·
Albasini ·
Basso · 
Beltrán (tot 30/09) · 
Bennati ·
Bertagnolli ·
Bodnar ·
Carlström · 
Cataldo ·
Chicchi ·
Corioni ·
Curtolo ·
Da Dalto ·
Fischer ·
Franzoi ·
Kreuziger ·  
Koetsjynski · 
Miholjević ·
Mugerli ·
Nibali ·  
Noè ·
Pellizotti ·
Petito (tot 15/04) ·
Pozzato ·
Quinziato ·
Santaromita ·
Štangelj ·
Trenti ·
Vanotti ·
Wegelius ·
Willems ·
Da Ros (stagiair) ·
Guarnieri (stagiair)
Agnoli ·
Basso · 
Bennati ·
Bodnar ·
Carlström · 
Chicchi ·
Corioni ·
Da Ros (tot 31/03) ·
Fischer ·
Franzoi ·
Guarnieri ·
Kreuziger ·  
Koetsjynski · 
Miholjević ·
Nibali ·  
Noè (tot 30/04) ·
Oss ·
Pellizotti ·
Quinziato ·
Sabatini ·
Santaromita ·
Štangelj ·
Szmyd ·
Vandborg ·
Vanotti ·
Willems ·
Zaugg ·
Benedetti (stagiair) · 
Paterski (stagiair)
Bobridge ·
Carlsen ·
Cozza ·
Danielson · 
Dean ·
Duggan ·
Farrar ·
Fischer ·
Hesjedal ·
Hunter ·
Kessiakoff ·
M. Kreder ·
Lowe ·
Maaskant ·
Martin ·
Meier ·
C. Meyer ·
T. Meyer ·
Millar · 
Pate ·
Peterson ·
Stetina ·
Tuft ·
Vande Velde ·
van der Velde ·
Vansummeren ·
Wilson ·
Zabriskie ·
Fairly (stagiair) ·
R. Kreder (stagiair) ·
Talansky (stagiair)
Bobridge ·
Danielson · 
Dean ·
Farrar ·
Fischer ·
Hammond ·
Haussler ·
Hesjedal ·
Hushovd  ·
Klier ·
Kreder ·
Lancaster ·
Le Mével ·
Lloyd ·
Maaskant ·
Martin ·
C. Meyer ·
T. Meyer ·
Millar · 
Navardauskas ·
Peterson ·
Rasch ·
Stetina ·
Talansky ·
Vande Velde ·
Vanmarcke ·
Vansummeren ·
Wilson ·
Zabriskie ·
Summerhill (stagiair) 
Bauer ·
Danielson · 
Dekker ·
Farrar ·
Fernández ·
Fischer ·
Haas ·
Haussler ·
Hesjedal ·
Howes ·
Hunter ·
Klier ·
M. Kreder ·
R. Kreder ·
Le Mével ·
Maaskant ·
Martin ·
Millar · 
Navardauskas ·
Peterson ·
Rasmussen (tot 31/07) ·
Rathe ·
Rosseler ·
Stetina ·
Talansky ·
Vande Velde ·
Vanmarcke ·
Vansummeren ·
Wegmann ·
Zabriskie ·
Morton (stagiair) ·
Scully (stagiair) ·
Von Hoff (stagiair) 
Bonnet ·
Boucher ·
Bouhanni ·
Casar ·
Courteille ·
Delage ·
Démare ·
Elissonde ·
Fédrigo ·
Fischer ·
Geniez ·
Geslin ·
Jeannesson ·
Ladagnous ·
Le Bon ·
Mangel ·
Mourey ·
Offredo ·
Pichon ·
Pineau ·
Pinot ·
Rollin ·
Roux ·
Roy ·
Soupe ·
Vaugrenard ·
Veikkanen ·
Vichot ·
Viennet ·
Guérin (stagiair) ·
Le Gac (stagiair) ·
Poitevin (stagiair) 
Bonnet · Boucher · Bouhanni · Chavanel · Courteille · Delage · Démare · Elissonde · Fédrigo · Fischer · Geniez · Geslin · Jeannesson · Ladagnous · Le Bon · Le Gac · Lecuisinier · Mangel · Mourey · Offredo · Pichon · Pineau · Pinot · Roux · Roy · Soupe · Vaugrenard · Veikkanen · Vichot · Viennet · Manzin (stagiair) · Martin (stagiair) · Sarreau (stagiair)
Bonnet · Boucher · Chavanel · Courteille · Delage · Démare · Elissonde · Fischer · Geniez · Geslin · Jeannesson · Ladagnous · Le Bon · Le Gac · Lecuisinier · Manzin · Morabito · Mourey · Offredo · Pichon · Pineau · Pinot · Reza · Roux · Roy · Sarreau · Vaugrenard · Veikkanen · Vichot · Doubey (stagiair) · Fournier (stagiair) · Gesbert (stagiair)
Bonnet · Chavanel · Courteille · Delage · Démare · Eiking · Elissonde · Fischer · Fournier · Geniez · Hoelgaard · Konovalovas · Ladagnous · Le Bon · Le Gac · Lecuisinier · Maison · Manzin · Morabito · Offredo · Pichon · Pineau · Pinot · Reichenbach · Reza · Roux · Roy · Sarreau · Vaugrenard · Vichot · Doubey (stagiair) · Gaudu (stagiair) · Vincent (stagiair)